# Distrikt San Pedro de Casta
Der Distrikt San Pedro de Casta liegt in der Provinz Huarochirí der Region Lima im zentralen Westen von Peru. Der am 28. Juli 1821 gegründete Distrikt hat eine Fläche 79,91 km². Beim Zensus 2017 lebten 928 Einwohner im Distrikt. Im Jahr 1993 lag die Einwohnerzahl bei 1184, im Jahr 2007 bei 1195. Die Distriktverwaltung befindet sich in der 3180 m hoch gelegenen Ortschaft San Pedro de Casta mit 689 Einwohnern (Stand 2017).

## Geographische Lage
Der Distrikt San Pedro de Casta befindet sich im zentralen Nordwesten der Provinz Huarochirí. Er liegt an der Westflanke der peruanischen Westkordillere am Ostufer des nach Süden strömenden Río Santa Eulalia. Der Distrikt umfasst das Einzugsgebiet des Río Carhuayuma. 4 Kilometer südlich von San Pedro de Casta befindet sich Marcahuasi, ein Gebiet mit bemerkenswerten Granitfelsen.
Der Distrikt San Pedro de Casta grenzt im Westen an die Distrikte Santa Eulalia und San Antonio, im Norden an die Distrikte Huachupampa und San Juan de Iris sowie im Süden an die Distrikte San Mateo de Otao und Callahuanca.